# Mundilfari (měsíc)
Mundilfari (vyslovováno /ˈmʊndɨlˈvɛəri/) je malý měsíc planety Saturn. Byl objeven v roce 2000 vědeckým týmem vedeným John J. Kavelaarsem. Po svém objevu dostal dočasné označení S/2000 S 9. V dubnu 2007 byl nazván po norském bohovi jménem Mundilfari – otci bohyně Sól a boha Mani. Dalším jeho názvem je Saturn XXV.
Mundilfari patří do skupiny Saturnových měsíců nazvaných Norové.

## Vzhled měsíce
Předpokládá se, že průměr měsíce Mundilfari je přibližně 5,6 kilometrů (odvozeno z jeho albeda).

## Oběžná dráha
Mundilfari obíhá Saturn po retrográdní dráze v průměrné vzdálenosti 18,4 milionů kilometrů. Oběžná doba je 928,8 dní.